# Блакитна безодня
«Блакитна безодня» (фр. «Le Grand Bleu») — пригодницька драма 1988 року, перший англомовний фільм французького режисера Люка Бессона. Вигадана історія про життя та суперництво двох реальних фрідайверів: Жака Майоля та Енцо Майорки (у фільмі перейменований в Енцо Молінарі).

## Сюжет
Двоє друзів — італієць Енцо Молінарі і француз Жак Майоль — разом росли на одному з грецьких островів. 1965 року батько Жака, пірнальник, гине під час збирання губок через несправність водолазного обладнання. Минають роки, хлопчики вже виросли і поїхали з острова. Через 20 років розлуки вони зустрічаються знову з ініціативи Енцо. Обидва стали пірнальниками на глибину без повітря, і на чемпіонатах світу боротьба практично ведеться тільки між ними. Енцо до моменту цієї зустрічі вже володіє безліччю офіційних титулів і ревно ставиться до успіхів Жака, який, навпаки, майже байдужий до досягнень.
Працівниця нью-йоркського страхового агентства Джоана закохується в Жака з першого погляду і їде на Сицилію спеціально, щоб ще раз побачити його. Там вона стає свідком початку небезпечного спортивного поєдинку між друзями.
З кожним змаганням глибини стають все більшими. Пройдена відмітка в 120 метрів. Лікарі та вчені застерігають від спроб занурення на великі глибини, але для Жака і Енцо блакитна безодня занадто важлива, щоб зупинитися. При спробі побити рекорд гине Енцо, і Жак супроводжує його тіло на глибину, але після спливання сам ледь не гине. В цей же день Джоана дізнається, що вагітна від Жака. Трохи пізніше Жак приймає рішення зануритися знову, Джоана намагається його зупинити, вже на платформі для пірнання повідомляючи про свою вагітність, але в підсумку вона своєю ж рукою смикає за чеку, що звільняє след, і Жак йде в глибину.

## У ролях
- Жан-Марк Барр — Жак Майоль
- Жан Рено — Енцо Молінарі
- Розанна Аркетт — Джоана Бейкер
- Пол Шенар — доктор Лоренс
- Серджо Кастелітто — Новеллі
- Жан Буїз — дядько Луї
- Марк Дюре — Роберто
- Гріффін Данн — Даффі
- Валентіна Варґас — красуня
- Кімберлі Бек — Саллі
- Патрік Фонтана — Альфредо
- Алессандра Ваццолер — мама
- Жоффрей Каре — спостерігач
- Брюс Гверра-Бертело — юний Жак
- Грегорі Форстнер — юний Енцо
- Андреас Вутсінас — Прайст
- П'єр-Ален Де Гарріге — керівник
- Клод Робен — таксист
- Клод Бессон — батько Жака
- Маріка Жеводен — Анджеліка
- Жан Руїє — Нуаре
- П'єр Земмлер — Франк
- Жак Леві — лікар
- Ерік До — японський дайвер
- Андре Жерме — філіппінський дайвер
- Рональд Теухі — таїтянський дайвер
- Розаріо Кампезе — офіціант
- Константин Александров — дресирувальник дельфіна
- Франко Діоджене — реєстратор
- Тредеса Далтон — Керол
- Пол Герман — американський таксист
- Ніколя Мальто — координатор дайверів
- Марк Планшон — медпрацівник
- Люк Бессон — дайвер-блондин
- Крістіан Газіо — епізод
- Валентіна Кастелані — епізод

## Знімальна група
- Режисер — Люк Бессон
- Сценаристи — Люк Бессон, Роберт Гарленд, Мерилін Голдін
- Оператор — Карло Варіні
- Композитори — Ерік Серра, Білл Конті
- Художник — Ден Вайл
- Продюсери — Патріс Леду, Люк Бессон, Клод Бессон, Бернар Грене

## Американська версія
Показ фільму у Франції пройшов у травні 1988 році та отримав багато негативної критики. Тому, при підготовці американської версії, творці вирішили замінити кінцівку. У фіналі стрічки Майоль не гине, а після занурення повертається на поверхню. Проте, хоча в Європі фільм став фінансово успішним, американський прокат був провальним.

## Порівняння з реальністю
У реальному житті Майоль та Майорка справді були чемпіонами з фрідайвінгу та заочними суперниками. Однак вони ніколи не змагалися безпосередньо. Також чемпіони ніколи не досягали позначки 120 метрів. Обидва спортсмени дожили до старості, а не загинули під час змагань.
Жак Майоль справді брав участь у наукових дослідженнях водного потенціалу людини. Досліджено, що при тривалому пірнанні його серцебиття сповільнилося з 60 до 27 ударів на хвилину. Він побив численні світові рекорди, включаючи занурення на глибину 105 метрів. Майоль був консультантом під час зйомок «Блакитної безодні». 22 грудня 2001 року Жак Майоль після тривалої депресії покінчив життя самогубством, повісившись у своєму будинку на острові Ельба, у віці 74 років.
Енцо Майорка також встановив численні рекорди з пірнання на глибину. 1988 року він встановив свій остаточний рекорд з пірнання без акваланга з результатом 101 метр. У 1990-х роках Енцо пішов у політику, у 1994—1996 роках його обрали депутатом до італійського Сенату. Помер від старості 2016 року на Сицилії.